# История Ричарда III
«История Ричарда III» (англ. History of King Richard III) — историческое сочинение, приписываемое английскому писателю Томасу Мору, написанное на английском и латинском языках и оставшееся незаконченным. Было впервые опубликовано в 1543 году.

## Содержание
«История» рассказывает о событиях нескольких месяцев 1483 года — от смерти Эдуарда IV до воцарения Ричарда III. Ричард — явно отрицательный персонаж, готовый на всё ради короны. В этом короле писатель видит антипод идеального правителя. Борьбу за власть автор показывает глазами как её участников, представителей разных аристократических группировок, так и пассивных наблюдателей — простых лондонцев.

## Публикация и восприятие
«История Ричарда III» осталась недописанной. При жизни Томаса Мора не было упоминаний о том, что он пишет "историю". Мор был казнён в 1535 году за государственную измену. В 1543 году «История» впервые увидела свет в составе хроники Д. Гардинга, в 1548 году она была включена в хронику Э. Холла. В 1557 году племянник Мора Уильям Растелл опубликовал под его именем «Историю» в составе собрания сочинений Мора, и это издание считается наиболее авторитетным. Во второй половине XVI века текст «Истории» был включён в состав хроник Д. Стау и Р. Холиншеда.
Существует версия о том, что на самом деле автором "истории" мог быть наставник Томаса Мора и злейший враг Ричарда III Джон Мортон, Архиепископ Кентерберийский при Генрихе VII. Это ставит под сомнение достоверность сочинения.
Это произведение  существенно повлияло на последующее развитие английского литературного языка и английской словесности. На хронике Холиншеда основан сюжет пьесы Уильяма Шекспира «Ричард III», а значит, классическое для всей западной культуры изображение событий весны — лета 1483 года возводят именно к Мору.
Для исследователей «История Ричарда III» — источник знаний о взглядах на политику и историю. Они подчеркивают высокие литературные достоинства этого сочинения, но многие скептически относятся к «Истории» с точки зрения её достоверности.